# Arma de energía dirigida

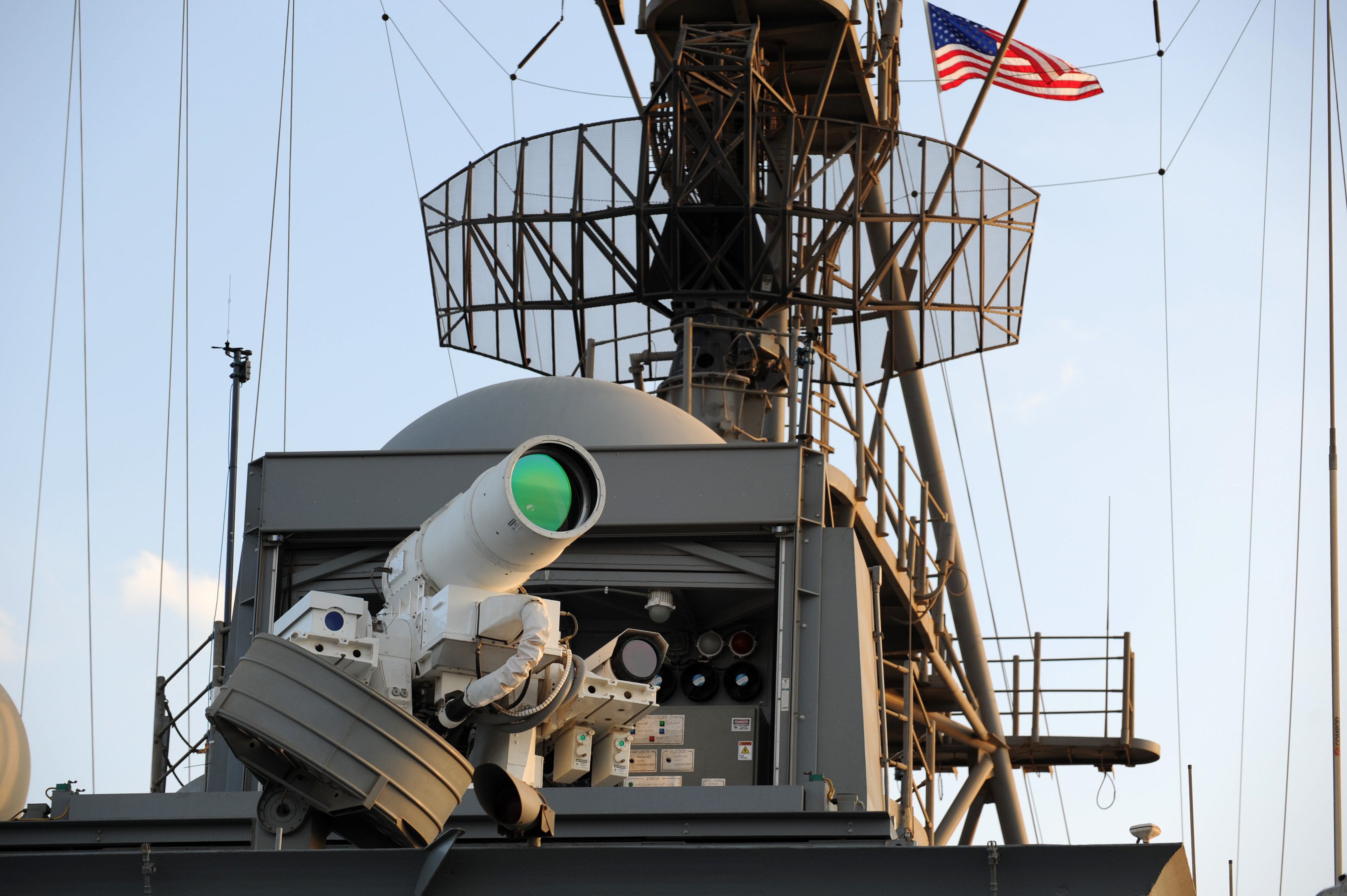
Arma láser desarrollada por la Armada de los Estados Unidos (noviembre de 2014)

Un arma de energía dirigida (DEW por sus siglas en inglés: Directed-Energy Weapon) se caracteriza por emitir energía altamente condensada, transfiriéndola al objetivo para dañarlo. El procedimiento para transferir la energía puede adquirir formas muy distintas: frentes de microondas, rayos láser, haces de partículas o incluso ondas sonoras.

## Desarrollo
En los Estados Unidos, el Pentágono, la Agencia de Proyectos de Investigación Avanzados de Defensa, el Laboratorio de Investigación de las Fuerzas Aéreas, Centro de Ingeniería y Desarrollo de Investigación de Armamento del Ejército y Laboratorio de Investigación Naval están investigando armas de energía dirigida y cañones de impulsión eléctrica para contrarrestar misiles balísticos, misiles de crucero y vehículos de planeo hipersónicos. Se espera que estos sistemas de defensa antimisiles estén en línea a mediados o finales de la década de 2020.
Rusia, República Popular China, India, y Reino Unido también están desarrollando armas de energía dirigida mientras Irán y Turquía afirman tener armas de energía dirigida en servicio activo y se afirmó que el primer uso de armas de energía dirigida en un combate ocurrió en Libia en agosto de 2019 por Turquía, que afirmó usar el arma de energía dirigida denominada ALKA.
Por último, en los Estados Unidos, el Proyecto de exploración y focalización de asteroides con energía solar dirigida (DE-STAR), consideró el uso no militar de sistemas de energía dirigida para proteger la Tierra del posible impacto de un asteroide.
Sin embargo, después de décadas de investigación y desarrollo, las armas de energía dirigida todavía se encuentran en la etapa experimental y está por ver si se desplegarán como armas militares prácticas de alto rendimiento o cuándo.

### Ventajas operativas
Las armas de energía dirigida podrían tener varias ventajas importantes sobre las armas convencionales:
- Se pueden usar discretamente; la radiación por encima y por debajo del espectro visible es invisible y no genera sonido.[30][31]
- La luz, para todos los propósitos prácticos, esencialmente no se ve afectada por la gravedad, el viento o el efecto Coriolis, lo que le da una trayectoria balística casi perfecta. Esto hace que el objetivo sea mucho más preciso y extiende el rango a la línea de visión, limitado solo por la difracción y dispersión del haz (que diluyen la potencia y debilitan el efecto), y la absorción o dispersión por los contenidos atmosféricos intermedios.
- Los láseres viajan a la velocidad de la luz y tienen un rango casi infinito y, por lo tanto, son adecuados para su uso en la guerra espacial.
- Las armas láser eliminan potencialmente muchos problemas logísticos en términos de suministro de munición, siempre que haya suficiente energía para alimentarlas.
- Dependiendo de varios factores operacionales, las armas de energía dirigida pueden ser más baratas de operar que las armas convencionales en ciertos contextos.[32]

## Armas de microondas

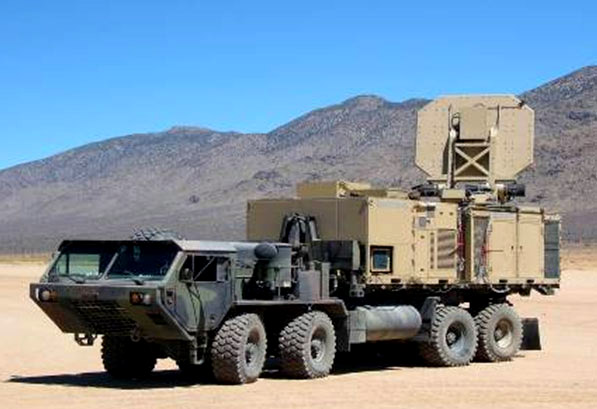
Versión operacional del Active Denial System

Aunque algunos dispositivos están etiquetados como armas de microondas, el rango de microondas se define comúnmente entre 300 MHz y 300 GHz, (que pertenece al campo de la radiofrecuencia), con longitudes de onda comprendidas entre 1 milímetro y 1 metro. Algunos ejemplos de armas que han sido publicados por fuentes militares son los siguientes:
- El Active Denial System es una fuente de ondas milimétricas que calienta el agua en la piel de un objetivo humano, causando un dolor incapacitante. Fue desarrollado por el Laboratorio de Investigación de la Fuerza Aérea de EE. UU. y Raytheon Technologies para tareas de control de disturbios. Aunque está destinado a causar un dolor severo sin dejar un daño duradero, se ha expresado preocupación sobre si el sistema podría causar daños irreversibles a los ojos. Aún no se han realizado pruebas de los efectos secundarios a largo plazo de la exposición al haz de microondas. También puede destruir blindajes electromagnéticos.[34] El dispositivo puede tener varios tamaños, e incluso conectarse a un Humvee.
- Vigilant Eagle es una propuesta de sistema de defensa aeronáutico que dirige microondas de alta frecuencia hacia cualquier proyectil que se dispara contra una aeronave.[35] El sistema consta de un subsistema de rastreo y detección de misiles (MDT), un sistema de comando y control y una matriz de escaneo. El MDT es una rejilla fija de cámaras de infrarrojos pasivos (IR). El sistema de mando y control determina el punto de lanzamiento del misil. La matriz de escaneo proyecta microondas que interrumpen el sistema de guía del misil tierra-aire, desviándolo del avión.[36]
- Bofors HPM Blackout es un arma de microondas de alta potencia que se dice puede destruir a corta distancia una amplia variedad de equipos electrónicos (COTS) y supuestamente no es letal.[37][38][39]
- El sistema de potencia radiada aparente (ERP) del radar EL/M-2080 Green Pine lo convierte en un candidato hipotético para convertirse en un arma de energía dirigida, al enfocar pulsos de energía de radar sobre misiles objetivo.[40] Los pulsos de energía están diseñados para penetrar en los misiles a través de antenas o aberturas de sensores donde pueden engañar a los sistemas de guía, alterar las memorias de la computadora o incluso quemar componentes electrónicos sensibles.[40]
- Los radares AESA montados en aviones de combate se han programado como armas de energía dirigida contra misiles. Sin embargo, un alto oficial de la Fuerza Aérea de EE. UU. señaló que: "no son particularmente adecuados para crear efectos sobre misiles debido al tamaño limitado de la antena, la potencia y el campo de visión".[41] Los efectos potencialmente letales se producen solo dentro de un rango de 100 metros y los efectos perturbadores a distancias del orden de un kilómetro. Además, se pueden aplicar contramedidas sin grandes costos a los misiles existentes.[42]
- Counter-electronics High Power Microwave Advanced Missile Project

El testimonio de Barrie Trower, un exmiembro de la Royal Navy, documenta el uso de estas armas por parte de Gran Bretaña, particularmente sobre el Campamento pacifista de mujeres en Greenham Common y sobre los católicos durante el Conflicto de Irlanda del Norte.

## Armas láser

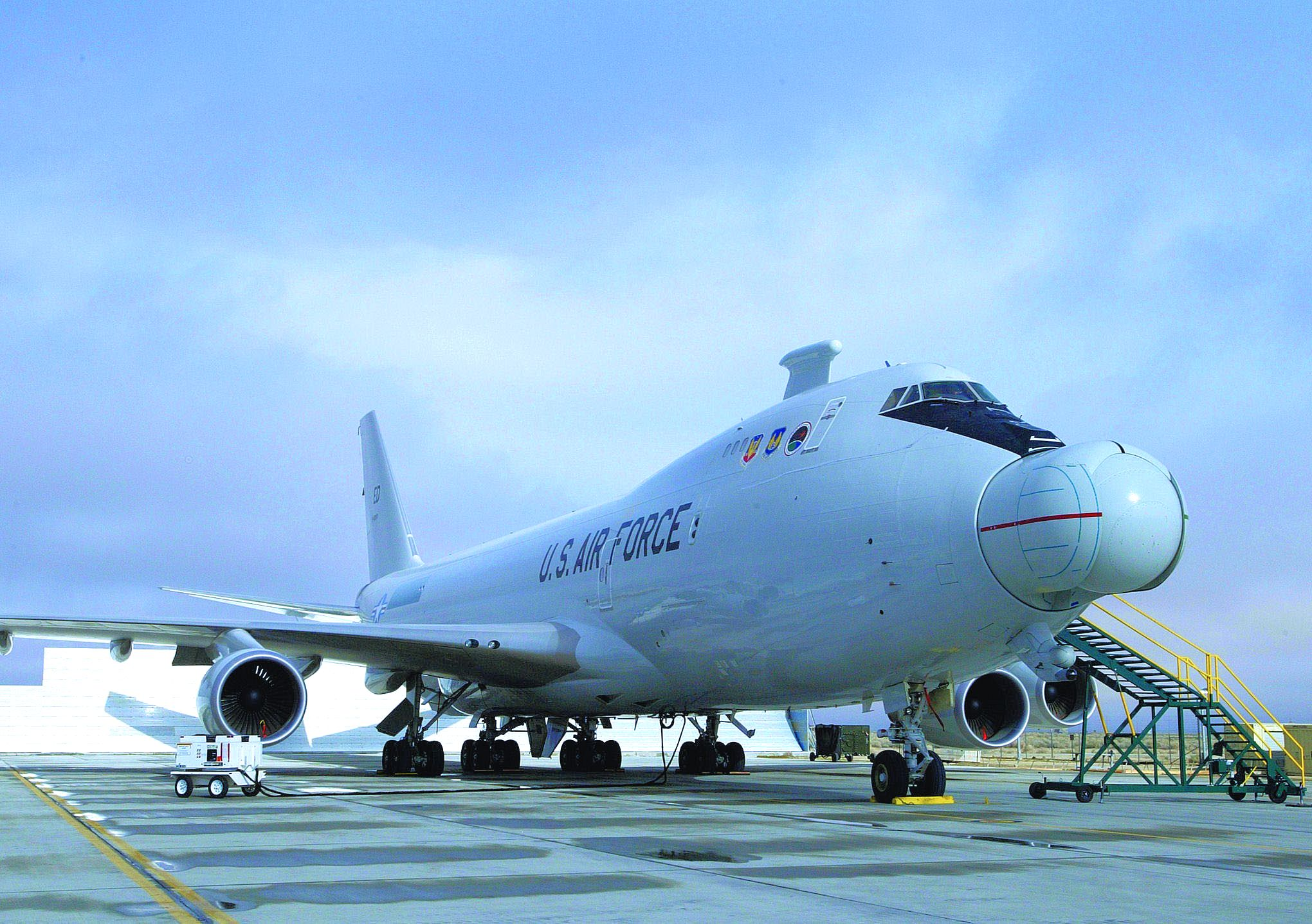
Boeing YAL-1, equipado con un láser antimisiles balísticos. Programa cancelado

Las armas láser se han investigado desde el descubrimiento de la luz láser, especialmente desde la construcción, por parte de Theodore Maiman en 1960, del primer láser en sí utilizando un cristal de rubí. Las aplicaciones ideadas para este sistema de energía dirigida han abarcado escalas tan distintas como el láser de rayos X activado por una bomba nuclear planteado dentro de la Iniciativa de Defensa Estratégica (uno de los dispositivos más desmesurados de la conocida como "Guerra de las Galaxias"), hasta pequeños dispositivos deslumbradores (destinados a cegar temporalmente a un enemigo). 
En cualquier caso, después de décadas de investigación y desarrollo los láseres, aún se encuentran en la etapa experimental y todavía está por ver si se desplegarán como armas militares prácticas de alto rendimiento o cuándo. Entre los tipos de armas desarrollados o planeados, figuran:
- Láser de rayos X antimisiles: conocido como Proyecto Excalibur, los Estados Unidos desarrollaron entre las décadas de 1970 y 1990 un programa de investigación para generar desde el espacio un pulso masivo de láser de rayos X mediante la explosión de un arma nuclear, con el fin de usarlo como un arma de energía dirigida para la defensa contra misiles balísticos.[47] El proyecto fue cancelado en 1992.
- Armas de rayos láser antimisiles: los Estados Unidos han experimentado distintos sistemas para derribar misiles o aviones en pleno vuelo mediante haces de luz láser. En este sentido, se han investigado armas láser a bordo de aviones (como el LTA, aerotransportado, montado en un Boeing YAL-1, concebido para derribar misiles balísticos sobre territorio enemigo, que sería cancelado en 2011),[48] a bordo de navíos de la armada (en 2011, la Marina de los EE. UU. probó con éxito un cañón láser, fabricado por Northrop Grumman, aunque no ha pasado de la fase experimental),[49] o basados en tierra (como el Láser Táctico de Alta Energía estadounidense-israelí utilizado para derribar cohetes y proyectiles de artillería antes de ser cancelado en 2005 por sus altos costos y malos resultados).[50]
- Proyectiles de energía pulsada: son láseres que emiten un pulso infrarrojo que crea plasma de rápida expansión en el objetivo. El sonido, el impacto y las ondas electromagnéticas resultantes aturden al objetivo y causan dolor y parálisis temporal.
- Deslumbradores: conocidos en inglés como dazzers, están diseñados para cegar o desorientar temporalmente a su objetivo con una intensa radiación dirigida.[51] De hecho, ya existen sistemas plenamente operativos como el rifle PHASR, un láser de baja intensidad, cuyo efecto cegador está destinado a ser temporal.[52]

## Electroláser
El electroláser es un tipo de arma que se vale de un rayo láser para ionizar un corredor en el aire situado entre el arma y el objetivo, aprovechando este pasillo conductor para enviar una descarga eléctrica de alta potencia que destruya el objetivo. Es una técnica que se ha propuesto para evitar los problemas de dispersión térmica por la atmósfera en las armas láser basadas en la destrucción del objetivo mediante el efecto de un haz láser muy energético.

## Armas de haz de partículas

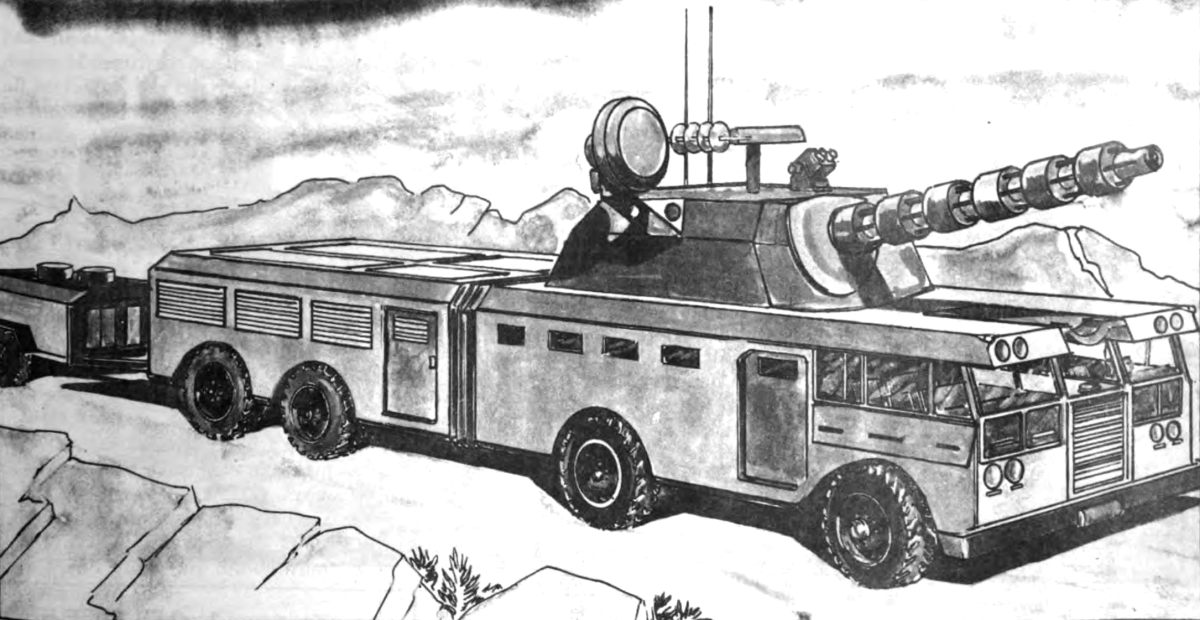
Dibujo de un hipotético cañón de partículas (de un manual de instrucción militar estadounidense, década de 1980)

Estas armas pueden utilizar partículas cargadas o neutras, y pueden ser endoatmosféricas o exoatmosféricas. Los haces de partículas como armas de rayos son teóricamente posibles, pero todavía no se cuenta con aplicaciones prácticas. Ciertos tipos de haces de partículas tienen la ventaja de poder enfocarse automáticamente en la atmósfera.
La dispersión térmica también es un problema en las armas de haces de partículas, y la energía que de otro modo se enfocaría en el objetivo, se propaga y el haz se vuelve menos efectivo:
- La dispersión térmica se produce tanto en haces de partículas cargadas como neutras, y es causada por el choque de las partículas entre sí bajo los efectos de la vibración térmica, o chocan con moléculas de aire.
- La dispersión eléctrica ocurre solo en haces de partículas cargadas, ya que los iones de carga similar se repelen entre sí.

Armas de plasma
Las armas de plasma disparan un rayo, pulso o corriente de partículas en forma de plasma, que es un estado de agregación de la materia excitado que consta de electrones y núcleos atómicos y electrones libres ionizados.
En el proyecto Shiva Star se utilizó el Marauder, un anillo magnéticamente acelerado para lograr radiación y energía ultra alta dirigida (un banco de condensadores de alta energía que proporcionó los medios para probar armas y otros dispositivos que requieren cantidades breves y extremadamente grandes de energía) para acelerar un toroide de plasma a un porcentaje significativo de la velocidad de la luz. Rusia está desarrollando armas de plasma.

## Armas sónicas

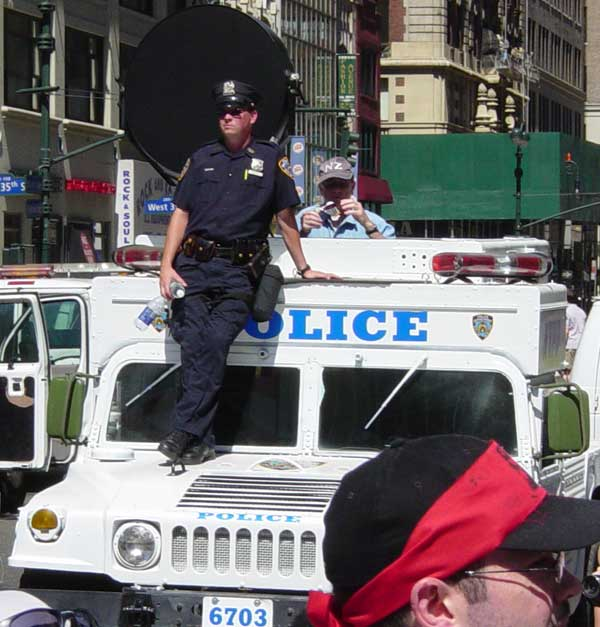
El LRAD es el dispositivo redondo de color negro situado en la parte superior del Hummer de la policía de Nueva York

Las pruebas realizadas en ratones muestran que el umbral para el daño pulmonar y hepático se produce en aproximadamente 184 dB. El daño aumenta rápidamente a medida que aumenta la intensidad del sonido. Las alteraciones neurológicas inducidas por el ruido en seres humanos expuestos a tonos continuos de baja frecuencia durante más de 15 minutos implicaron el desarrollo de problemas inmediatos y a largo plazo que afectan al tejido cerebral. Los síntomas se parecían a los de las personas que habían sufrido heridas leves en la cabeza. Una teoría de un mecanismo causal es que la exposición prolongada al sonido se tradujo en una tensión mecánica suficiente en el tejido cerebral para inducir una encefalopatía.
Dispositivo acústico de largo alcance (LRAD)
El Dispositivo acústico de largo alcance (LRAD por sus siglas en inglés) es un sistema de aviso acústico desarrollado por LRAD Corporation para enviar mensajes y tonos de advertencia a distancias más largas o a un volumen más alto que los altavoces normales. Los sistemas LRAD se utilizan para comunicaciones de largo alcance en distintas aplicaciones, incluso como un medio de control de multitudes no letal ni de impacto.
De acuerdo con las especificaciones del fabricante, los sistemas pesan desde 15 a 320 libras (6,8 a 145,1 kg) y pueden emitir sonido en un haz de 30°-60° a 2.5 kHz.

## Precedentes históricos
A lo largo de la historia se han registrado distintas menciones más o menos verosímiles a armas que permitían dañar a un enemigo sin necesidad de utilizar proyectiles: desde los famosos espejos ustorios con los que presuntamente Arquímedes fue capaz de incendiar la flota romana que asediaba Siracusa (214-212 a. C.), hasta algunas de las Wunderwaffe (armas milagrosas) imaginadas por los diseñadores de armamento alemanes durante la Segunda Guerra Mundial a mediados del siglo XX. 

### Espejos de Arquímedes

Arquímedes pudo haber usado espejos que actuaban colectivamente como un espejo parabólico para quemar los barcos que atacaban Siracusa

Según una leyenda, Arquímedes creó un espejo con una distancia focal ajustable (o más probablemente, una serie de espejos enfocados en un punto común) para enfocar la luz del sol en los barcos de la flota romana que intentaban invadir Siracusa, prendiéndoles fuego. Los historiadores señalan que los primeros relatos de la batalla no mencionaban un "espejo incendiario", sino que simplemente afirmaban que el ingenio de Arquímedes combinado con una forma de lanzar fuego eran relevantes para la victoria. Algunos intentos de replicar esta hazaña han tenido cierto éxito; en particular, un experimento realizado por estudiantes del MIT mostró que un arma basada en espejos era al menos posible, si no necesariamente práctica. El programa de televisión MythBusters abordó el asunto de los Espejos de Arquímedes tres veces (en los episodios 19, 57 y 172) y nunca pudieron hacer que la nave objetivo se incendiara, llegando a la conclusión de que se trataba de un mito, y muy difícilmente de una realidad histórica.

### Robert Watson-Watt
En 1935, el Ministerio del Aire británico preguntó a Robert Watson-Watt, miembro de la Radio Research Station, si era posible desarrollar un "rayo de la muerte". Watson-Watt y su colega Arnold Wilkins rápidamente concluyeron que no era factible, pero como consecuencia de esta idea sugirieron usar las ondas de radio para la detección de aeronaves, lo que a su vez inició el desarrollo del radar en Gran Bretaña.

### El "rayo que detiene motores" ficticio
Las historias de la década de 1930 y de la Segunda Guerra Mundial dieron lugar a la idea de la existencia de un "rayo capaz de parar motores". Parecían haber surgido de las pruebas del transmisor de televisión situado en Feldberg, Alemania. Al parecer, debido a que el ruido eléctrico de los motores de los automóviles interfería con las mediciones de la intensidad del campo radioeléctrico, los centinelas detenían todo el tráfico en las cercanías durante los veinte minutos más o menos necesarios para realizar una prueba. Invertir el orden de los sucesos al volver a contar la historia creó un "cuento", según el cual el motor de los automóviles se detenía primero y luego un soldado alemán se acercaba al conductor y le indicaba que tenía que esperar. El soldado regresaba poco tiempo después para comunicar que el motor ya funcionaría y que los coches ya podían partir. Tales historias estaban circulando en Gran Bretaña alrededor de 1938 y durante la guerra la inteligencia británica relanzó el mito de un "rayo de parada de motores británico", tratando de engañar a los alemanes para que investigaran lo que los británicos supuestamente habían inventado en un intento de inmovilizar los recursos científicos alemanes.

### Armas experimentales alemanas de la Segunda Guerra Mundial
A principios de la década de 1940, los ingenieros de las Potencias del Eje desarrollaron un dispositivo acústico de largo alcance que podría causar vibraciones fatales en un objetivo humano. Una cámara de combustión alimentada con metano conectada con dos reflectores parabólicos, producía detonaciones en forma de pulsos a aproximadamente 44 hercios de frecuencia. Este sonido, magnificado por los reflectores parabólicos, causaba vértigo y náuseas hasta una distancia de 200-400 metros (218,7-437,4 yd) al hacer vibrar los huesos del oído medio y sacudir el fluido coclear dentro del oído interno. A distancias de 50-200 metros (164-656,2 pies), los sonidos podían actuar sobre los tejidos y los fluidos de los órganos, comprimiendo y liberando repetidamente órganos sensibles a la compresión como los riñones, el bazo y el hígado, aunque tenía poco efecto detectable en órganos maleables como el corazón, el estómago y el tracto gastrointestinal. El tejido de los pulmones se vio afectado solo parcialmente, ya que el aire es altamente compresible y solo los alvéolos ricos en sangre podrían sufrir un mínimo efecto de compresión. En la práctica, el arma era muy vulnerable al fuego enemigo. Las ráfagas de fusil, o los impactos de bazuca y mortero deformaban o destruían fácilmente los reflectores parabólicos, lo que hizo que la amplificación de onda fuera ineficaz.
En las últimas fases de la Segunda Guerra Mundial, la Alemania nazi puso cada vez más sus esperanzas en la investigación de armas secretas tecnológicamente revolucionarias, las "Wunderwaffe". Entre las armas de energía dirigida que investigaron los nazis estaban las armas de rayos X desarrolladas por Heinz Schmellenmeier, Richard Gans y Fritz Houtermans. Construyeron un acelerador de electrones llamado Rheotron, inventado por Max Steenbeck en Siemens-Schuckert en la década de 1930 (posteriormente, los estadounidenses los denominaron Betatrón) para generar haces de rayos X de alta potencia mediante un sincrotrón para el Reichsluftfahrtministerium (RLM). La intención era preionizar el encendido en los motores de los aviones y, por lo tanto, servir como arma de energía dirigida antiaérea para poner los aviones enemigos al alcance del fuego antiaéreo. El Rheotron fue capturado por los estadounidenses en Burggrub el 14 de abril de 1945. [cita requerida] Otro enfoque de Ernst Schiebolds fue el 'Röntgenkanone' (cañón de rayos X) desarrollado a partir de 1943 en Großostheim, cerca de Aschaffenburg. Richert Seifert & Co de Hamburgo llegó a entregar piezas de esta arma.
Otra arma de energía dirigida propuesta fue el cañón solar (Sonnengewehr), un arma espacial consistente en un espejo cóncavo montado sobre un satélite para concentrar luz solar en una pequeña área de la superficie de la Tierra, destruyendo así objetivos terrestres o matando a través del calor.

### Uso informado en conflictos chino-soviéticos
La Agencia Central de Inteligencia informó al Secretario de Estado Henry Kissinger que tenía doce informes de fuerzas soviéticas que usaban armas láser contra las fuerzas chinas durante el conflicto fronterizo sino-soviético de 1969, aunque William Colby dudaba de que realmente hubieran sido empleadas.

### Iniciativa de defensa estratégica
En la década de 1980, el Presidente de los Estados Unidos Ronald Reagan propuso el programa denominado Iniciativa de Defensa Estratégica (IDE), que fue apodado Star Wars. Sugirió que los láseres (quizás láser de rayos X) basados en el espacio, podrían destruir misiles balísticos intercontinentales en pleno vuelo. Las mesas redondas sobre el papel de los láseres de alta potencia en la IDE se llevaron a cabo en varias conferencias durante la década de 1980, con la participación de físicos destacados, incluido Edward Teller.
Aunque el concepto de defensa estratégica contra misiles ha continuado hasta el presente bajo la Agencia de Defensa Antimisiles, la mayoría de los conceptos de armas de energía dirigida fueron archivados. Sin embargo, Boeing ha tenido algo de éxito con el Boeing YAL-1 y el Boeing NC-135, el primero de los cuales destruyó dos misiles en febrero de 2010. Se han recortado los fondos para ambos programas.

### Guerra de Irak
Durante la Guerra de Irak, el ejército estadounidense utilizó armas electromagnéticas, incluidas microondas de alta potencia, para interrumpir y destruir los sistemas electrónicos iraquíes y es posible que se hayan utilizado para el control de multitudes. Se desconocen los tipos y magnitudes de exposición a campos electromagnéticos.

### Presunto seguimiento del transbordador espacialChallenger
La Unión Soviética invirtió algunos recursos en el desarrollo del láser de rubí y del láser de dióxido de carbono como sistemas contra misiles balísticos, y más tarde como un sistema de rastreo y antisatélite. Hay informes de que el complejo Terra-3 en Sary Shagan se utilizó en varias ocasiones para "cegar" temporalmente los satélites espías estadounidenses en el rango de los infrarrojos.
Se ha afirmado (y se ha demostrado que es falso) que la URSS hizo uso de los láseres desde Terra-3 para apuntar al transbordador espacial Challenger en 1984. En ese momento, la Unión Soviética estaba preocupada de que el transbordador estuviera siendo utilizado como plataforma de reconocimiento. El 10 de octubre de 1984 (lanzamiento de la misión de la NASA STS-41-G), el láser de seguimiento situado en Terra-3 supuestamente estaba dirigido al "Challenger" cuando pasaba sobre la instalación. Los primeros informes afirmaron que esta circunstancia era la responsable de causar "fallos en el transbordador espacial y angustia a la tripulación", y que Estados Unidos presentó una protesta diplomática por el incidente. Sin embargo, esta historia es completamente negada por los miembros de la tripulación de la misión STS-41-G y por miembros conocedores de la comunidad de inteligencia de los Estados Unidos. Después del final de la Guerra Fría, se descubrió que la instalación de Terra-3 era un centro de pruebas de láseres de baja potencia con capacidades limitadas de seguimiento por satélite, que ahora está abandonado y parcialmente desmontado.